# Titularbistum Atenia
Atenia ist ein Titularbistum der römisch-katholischen Kirche. 
Es geht zurück auf ein ehemaliges Bistum in der Landschaft Pisidien im westlichen Taurus im Süden Kleinasiens in der heutigen Türkei. Es gehörte zur Kirchenprovinz Antiochia in Pisidien und war bis etwa 1900 Titularerzbistum.
| Titular(erz)bischöfe von Atenia |                                               |                                                       |                   |                   |
| Nr.                             | Name                                          | Amt                                                   | von               | bis               |
| 1                               | Patrick Joseph McCormick                      | Weihbischof in Washington (District of Columbia, USA) | 14. Juni 1950     | 18. Mai 1953      |
| 2                               | James Patrick Carroll                         | Weihbischof in Sydney (Australien)                    | 6. Januar 1954    | 15. Oktober 1965  |
| 3                               | Peter Seiichi Shirayanagi                     | Weihbischof in Tokio (Japan)                          | 15. März 1966     | 15. November 1969 |
| 4                               | Gauthier Pierre Georges Antoine Dubois OFMCap | Apostolischer Vikar von Konstantinopel (Türkei)       | 15. November 1974 | 29. Mai 1989      |